# Kerivoula picta
Kerivoula picta (Pallas, 1767) è un pipistrello della famiglia dei Vespertilionidi diffuso nel Subcontinente indiano e nell'Ecozona orientale.

## Descrizione

### Dimensioni
Pipistrello di piccole dimensioni, con la lunghezza della testa e del corpo tra 45 e 48 mm, la lunghezza dell'avambraccio tra 32 e 39 mm, la lunghezza della coda tra 37 e 47 mm, la lunghezza del piede tra 4 e 8 mm, la lunghezza delle orecchie tra 13 e 16 mm e un peso fino a 5,5 g.

### Aspetto
La pelliccia è lunga, soffice e lanuginosa. Le parti dorsali variano dall'arancione al rosso dorato brillante, mentre le parti ventrali sono più chiare e giallastre. Il muso è lungo, appuntito e nascosto nel denso pelame facciale. Gli occhi sono piccolissimi. Le orecchie sono corte, ben separate, a forma di imbuto e con una concavità sul bordo posteriore appena sotto l'estremità appuntita. Il trago è lungo, diritto e affusolato. Le membrane alari sono arancioni chiare con le membrane interdigitali nerastre e sono attaccate posteriormente alla base delle dita dei piedi. La lunga coda è completamente inclusa nell'ampio uropatagio, il quale ha il margine libero frangiato.

## Biologia

### Comportamento
Si rifugia singolarmente od in piccoli gruppi nel denso fogliame, dove si mimetizza abilmente grazie al colore brillante del corpo e delle ali. Talvolta è stata osservata anche in foglie secche di banano, erba secca, tra i fiori, in nidi di uccelli tessitori e in campi di canna da zucchero. Entra in uno stato di torpore durante il giorno. Ha un volo erratico vicino al suolo tale da farla sembrare una grossa falena.

### Alimentazione
Si nutre di insetti.

## Distribuzione e habitat
Questa specie è diffusa nel Subcontinente indiano, nella Cina meridionale ed Indocina.
Vive nelle foreste secche decidue e in boscaglie fino a 1.500 metri di altitudine.

## Tassonomia
Sono state riconosciute 2 sottospecie:
- K.p.picta: Nepal, stati indiani dell'Andhra Pradesh, Assam, Goa, Karnataka, Kerala, Maharashtra, Orissa, Rajasthan, Sikkim, Tamil Nadu e West Bengal; Bangladesh, Sri Lanka, Myanmar, Thailandia, Laos, Cambogia, Vietnam, Penisola malese, Sumatra, Giava, Bali, Lombok, Halmahera, Ambon, Ternate.
- K.p.bellissima (Thomas, 1906): Province cinesi del Guangxi, Guizhou, Guangdong, Jiangxi e isola di Hainan.

## Conservazione
La IUCN Red List, considerato il vasto areale, la popolazione presumibilmente numerosa, la presenza in diverse aree protette e la tolleranza alle modifiche ambientali, classifica K.picta come specie a rischio minimo (Least Concern)).